# Тисса (приток Оки)
Тисса́ (бур. Тиссэ) — река в Окинском районе Бурятии, в Восточном Саяне, левый приток Оки (приток Ангары). Высота устья — 1341,5 м над уровнем моря.
Берёт начало из озера Тиссин-Эхин-Нур на высоте 2290,1 метра над уровнем моря у южного подножия Пика Топографов (3044 м). Длина реки — 117 км, водосборная площадь — 3020 км².
Притоки: Балакта, Жалгын, Дабаата, Тэргэтэ, Балактын-Дабан, Сархой, Хужир-Горхон, Саган-Гол, Хорин-Гол и др.
На реке расположены улус Балакта, зимовья Дэдэ-Тэргэтэ и Додо-Тэргэтэ.